# Donji Emovci
Donji Emovci su naselje u Republici Hrvatskoj u Požeško-slavonskoj županiji, u sastavu grada Požege.

## Zemljopis
Donji Emovci su prigradsko naselje u sjeverozapadnome dijelu Požege na cesti prema Emovačkom Lugu.

## Stanovništvo
Prema popisu stanovništva iz 2011. godine Donji Emovci su imali 181 stanovnika.
| broj stanovnika |       |       | 59    | 84    | 99    | 133   | 74    | 87    | 99    | 105   | 76    | 118   | 126   | 138   | 186   | 181   | 136   |
|                 | 1857. | 1869. | 1880. | 1890. | 1900. | 1910. | 1921. | 1931. | 1948. | 1953. | 1961. | 1971. | 1981. | 1991. | 2001. | 2011. | 2021. |